# Сотникова, Татьяна Юрьевна
Татья́на Ю́рьевна Со́тникова (родилась 20 января 1981 в Москве) — российская хоккеистка, нападающая ХК «СКИФ» (Нижний Новгород). Мастер спорта международного класса.

## Карьера

### Клубная
В ХК «СКИФ» играет с 2000 года.

### В сборной
В сборной выступала на Олимпиадах-2002, 2006 и 2010.

## Образование
Закончила Российский государственный университет физической культуры, спорта, молодёжи и туризма по специальности «Физическая культура и спорт».

## Достижения
- Чемпионка России (6 раз)
- Серебряный призёр первенства России (2 раза)
- Победительница Кубка европейских чемпионов (2009)
- Финалистка и серебряный призёр Кубка европейских чемпионов (2005)
- Бронзовый призёр Кубка европейских чемпионов (2006)
- Бронзовый призёр чемпионата мира 2001
- Участница Олимпиад-2002, 2006 и 2010